# Jesse L. Lasky
Jesse Louis Lasky (San Francisco, 13 september 1880 – Beverly Hills, 13 januari 1958) was een Amerikaans filmproducent.

## Levensloop
Lasky begon zijn loopbaan bij het vaudevilletheater. Zijn zus Blanche trouwde in 1913 met Samuel Goldwyn en in 1913 stichtte hij samen met zijn zwager en Cecil B. DeMille de filmmaatschappij Jesse L. Lasky Feature Play Company. Ze draaiden met beperkte middelen de western The Squaw Man, die thans als de eerste film van Paramount Pictures wordt gezien. In 1916 fuseerde de filmmaatschappij met Famous Players Film Company van Adolph Zukor tot Famous Players-Lasky Corporation. Ze bouwden bovendien een groot studiocomplex in Astoria in New York. De nieuwe maatschappij werd meteen ook hoofdaandeelhouder van Paramount.
In 1927 was Lasky een van de 36 stichters van de Amerikaanse filmacademie AMPAS. Bij het begin van de Grote Depressie kwam Famous Players-Lasky Company in zwaar financieel weer terecht. Lasky werd de partner van Mary Pickford en ze produceerden een tijdlang samen films. Pas in 1945 richtte hij weer zijn eigen filmmaatschappij op. Zijn laatste filmproductie dateert uit 1951.
Zijn zoon Jesse L. Lasky jr. werd een succesvol scenarioschrijver.

## Filmografie (selectie)
- 1914: The Squaw Man
- 1917: Each to His Kind
- 1919: The Grim Game
- 1923: His Children's Children
- 1927: New York
- 1934: Coming-Out Party
- 1944: The Adventures of Mark Twain
- 1948: The Miracle of the Bells